# Funiscala maxwelli
Funiscala maxwelli är en snäckart som beskrevs av Harold John Finlay 1930. Funiscala maxwelli ingår i släktet Funiscala och familjen vindeltrappsnäckor. Inga underarter finns listade i Catalogue of Life.